# Officersskole
En officersskole, også kendt som et militærakademi eller en kadetskole er en militær uddannelsesinstitution med det formål at give militært personel en officersgrunduddannelse samt en efteruddannelse af disse senere i deres karriere.
I Danmark er der 3 officersskoler fordelt på de 3 værn:
- Hærens Officersskole
- Flyvevåbnets Officersskole
- Søværnets Officersskole

Officerselever kaldes også kadetter.